# Kurwar
Kurwar war eine Masseneinheit (Gewichtsmaß) im Kaschmir.
- 1 Kurwar = 16 Tarock = 96 Pau = 7104 Tola
- 1 Kurwar = 197 Pfund plus 12 Unzen Avoirdupois

Beachte: keine Beziehung zum Tschorak (Einheit) und Pau (Einheit)